# U.S. National Championships 1945
Gli U.S. National Championships 1945 (conosciuti oggi come US Open) sono stati la 65ª edizione degli U.S. National Championships e quarta prova stagionale dello Slam per il 1945. Tutti i tornei si sono disputati al West Side Tennis Club nel quartiere di Forest Hills di New York negli Stati Uniti.
Il singolare maschile è stato vinto dallo statunitense Frank Parker, che si è imposto sul connazionale William Talbert col punteggio di 14–12, 6–1, 6–2. Il singolare femminile è stato vinto dalla statunitense Sarah Palfrey Cooke, che ha battuto in finale in tre set la connazionale Pauline Betz Addie. Nel doppio maschile si sono imposti Gardnar Mulloy e Bill Talbert. Nel doppio femminile hanno trionfato Louise Brough e Margaret Osborne. Nel doppio misto la vittoria è andata a Margaret Osborne, in coppia con Bill Talbert.

## Seniors

### Singolare maschile
Frank Parker ha battuto in finale  William Talbert con il punteggio di 14–12, 6–1, 6–2.

### Singolare femminile
Sarah Palfrey Cooke ha battuto in finale  Pauline Betz Addie con il punteggio di 3–6, 8–6, 6–4.

### Doppio maschile
Gardnar Mulloy /  Bill Talbert ha battuto in finale  Bob Falkenburg /  Jack Tuero con il punteggio di 12–10, 8–10, 12–10, 6–2.

### Doppio femminile
Louise Brough /  Margaret Osborne hanno battuto in finale  Pauline Betz /  Doris Hart con il punteggio di 6–3, 6–3.

### Doppio misto
Margaret Osborne /  Bill Talbert hanno battuto in finale  Doris Hart /  Bob Falkenberg con il punteggio di 6–4, 6–4.